# ビリジン
ビリジン(Viridin)は、Gliocladium virensの抗菌性代謝物で、1945年に初めて報告された。フラノステロイドの1つで、求電子のフラン環がC-4位とC-6位の間でステロイド骨格に融合した構造を持つ。ウォルトマニンを含むビリジン類は、PI3キナーゼの不可逆的共有結合阻害剤になりうることが知られている。

## 生合成
ビリジンの完全な生合成経路については分かっていない。[2-14C]メバロン酸ラベル研究により、ビリジンはジテルペノイド経路ではなく、スクアレンを出発物質とするトリテルペノイド経路により、ラノステロールを経ることが報告されている。ラノステロールからビリジンへの残りの段階の機構や順番は分かっていないが、フラン環の形成、C-13位及びC-14位のメチル基の除去、C環の芳香族化、側鎖の除去、A環の酸化等の段階がある。これらの段階のうちいくつかは他のステロイドの経路のアナログである。C-14位のメチル基除去の際のC-15位の水素原子の離脱は、他のステロイド生合成と似た経路であることを示唆している。コレステロールの経路と同様であれば、C-14位のメチル基は、ステロール-14-デメチラーゼの作用によりギ酸として除去される。C-13位のメチル基はアルドステロンの経路では除去されないが、C-18位が酸化された後、ギ酸の離脱か脱炭酸が起こることによってC-13位のメチル基が除去される。側鎖はアンドロステネジオン経路を辿り、酸化されて酢酸として除去され、D環上にケトンを形成する。フラン環のC-4位の「余分な」炭素原子は、メバロン酸の3'位に由来し、ラノステロールのC-4β-メチル基に相当する。C-4α-メチル基の酸化と脱炭酸は、通常の哺乳類のステロイド経路と同一であるが、他のメチル基を除去するためにこの段階を繰り返すのではなく、2つ目の酸化されたメチル基は、未知の機構によりフラン環の形成を妨害されているようである。C環の芳香族化は、骨格の転位を伴わずに進行することが示されている。
Gliocladium deliquescensによる、ビリジンの3β-OH還元型であるビリジオール生合成の際には、スクアレン、ラノステロール、デヒドロキシデメトキシビリジン、デメトキシビリジンを経ることが報告されている。このことは、C-1位とC-2位の隣接位置の酸素化が水素化を伴う独立の段階であることを示している。

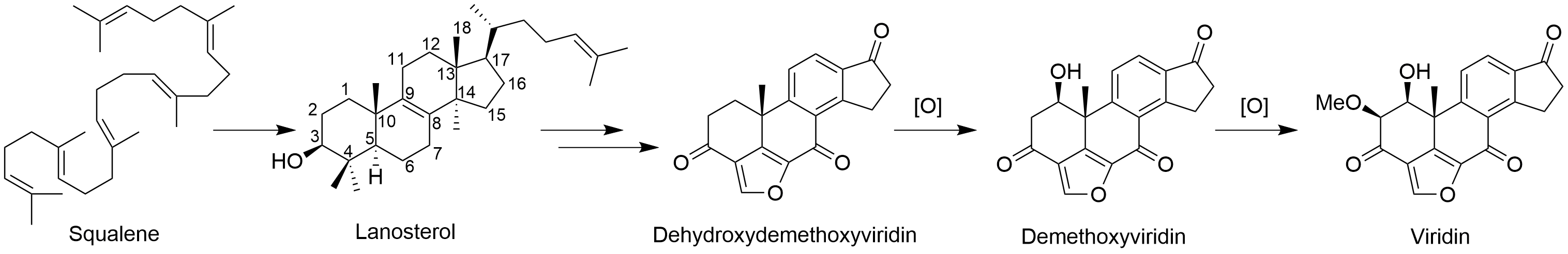

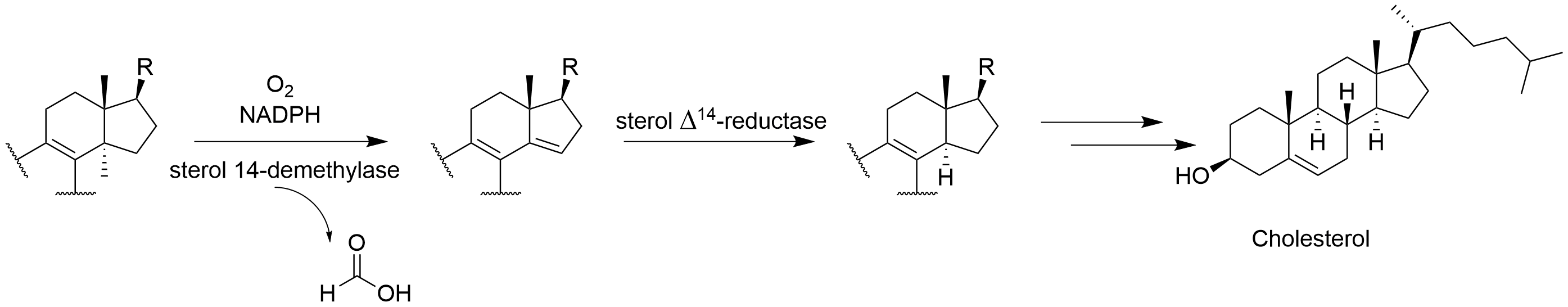
C-14位メチル基の除去

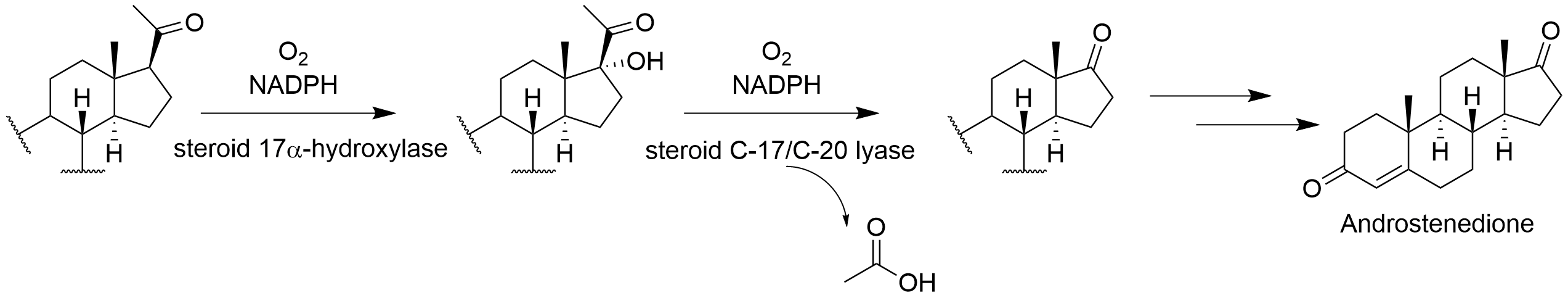
側鎖の酸化除去

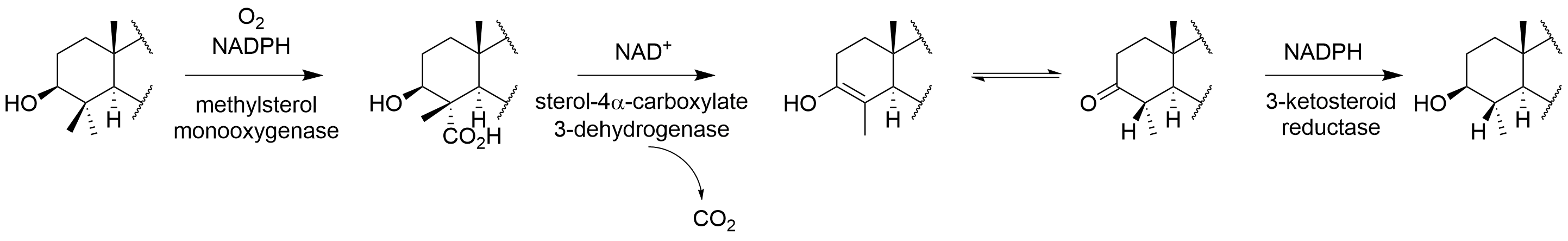
C-4位メチル基の除去